# Robbie Rivera

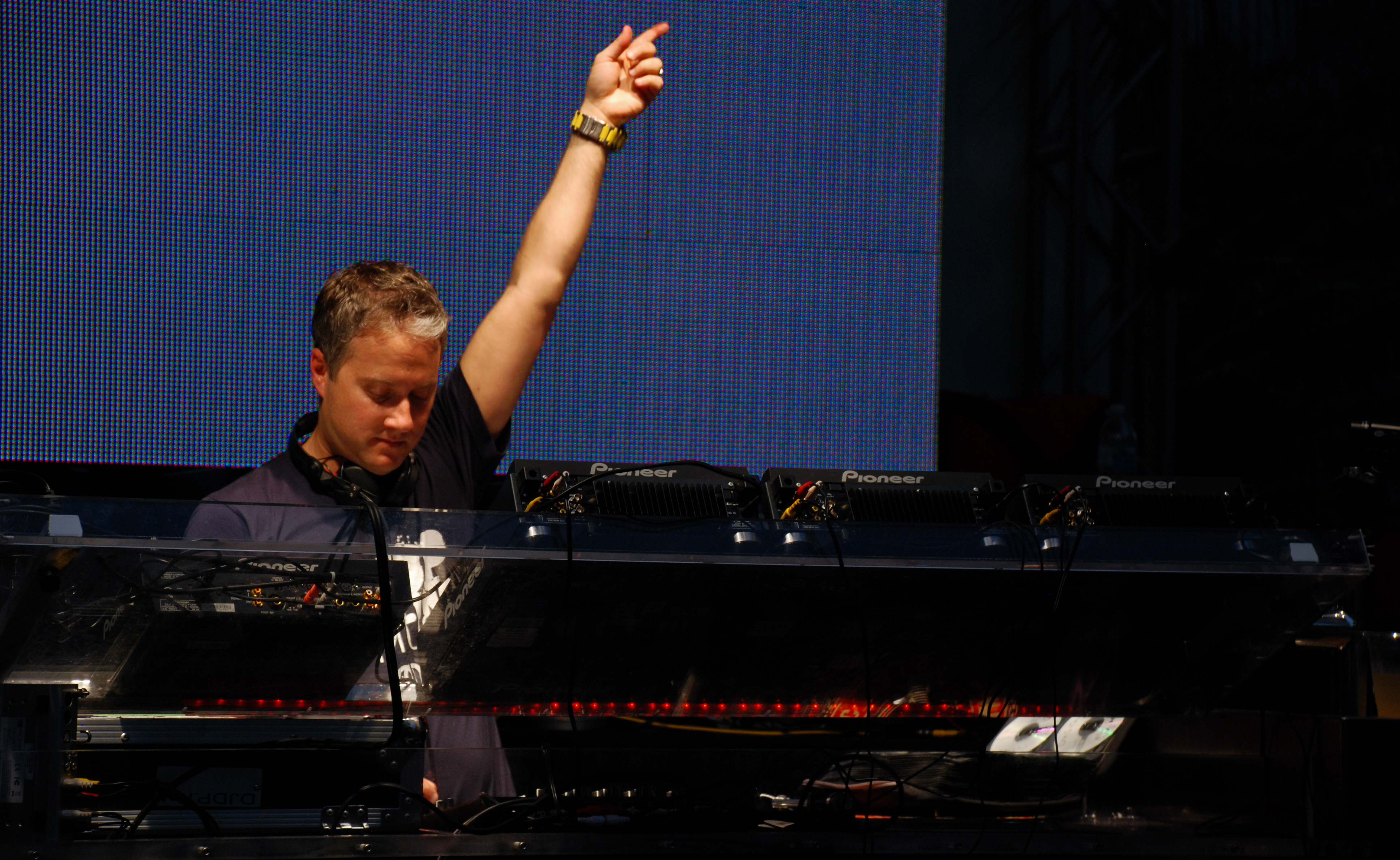
Robbie Rivera auf der Winter Music Conference 2009

Roberto „Robbie“ Rivera (* 1973 in San Juan, Puerto Rico) ist ein puerto-ricanischer House-DJ und Produzent.

## Leben und Karriere
Die ersten Berührungen mit elektronischer Tanzmusik hatte er im Alter von rund zehn Jahren. Seine Leidenschaft für verschiedene Gruppen, wie Depeche Mode, New Order oder U2, brachten ihn in Kontakt mit der zeitgemäßen elektronisch angehauchten Tanzmusik.
Mit 13 Jahren kaufte er sich den ersten Mixer und zwei Plattenspieler und eignete sich innerhalb weniger Jahre die nötigen Fähigkeiten an, um später als DJ erfolgreich zu sein. Während seiner Jugend testete er viel mit der Roland Drum Machine, die er sich von einem Freund auslieh.
1992 zog er nach Miami und veröffentlichte 1996 seine erste Platte El Sorrullo, die eher der Latin-House-Sparte zuzuordnen war. Damit schaffte er in der Szene direkt den Durchbruch. Einer seiner folgenden Hits, Bang, schaffte es bis auf Platz 13 der UK-Charts und in die Top-10 von Australien.
Aufgrund des Erfolges gründete er 1998 sein eigenes Label Juicy Music, auf dem er seine eigene Vorstellung von elektronischen Tanzmusik frei veröffentlichen konnte.
Durch seine Popularität war er auch als Remix-Künstler sehr gefragt und konnte für Größen wie Faithless, Felix Da Housecat, Madonna, Kylie Minogue, Gabriel & Dresden, Moloko, Bob Sinclar, Benny Benassi, Sinead O’Connor, Ferry Corsten, Ricky Martin, Carlos Santana, Steve Angello, Coburn, Superchumbo, David Guetta, Tocadisco, Pink und Basement Jaxx arbeiten.
Seit 2005 ist er mit Monica Olabarrieta verheiratet, die auch seine Geschäftspartnerin ist. Rivera wurde 2008 als „Best House Producer“ bei Beatport und „Best Remixer“ bei den International Dance Music Awards nominiert.

## Diskografie
Mit über 100 Singles, fünf Alben und unzähligen Remixen ist Robbie Rivera einer der Künstler der elektronischen Musikszene mit den meisten Veröffentlichungen.

### Singles
| Jahr | Titel Album                  | Höchstplatzierung, Gesamtwochen, AuszeichnungChartplatzierungen (Jahr, Titel, Album, Platzierungen, Wochen, Auszeichnungen, Anmerkungen) | Höchstplatzierung, Gesamtwochen, AuszeichnungChartplatzierungen (Jahr, Titel, Album, Platzierungen, Wochen, Auszeichnungen, Anmerkungen) | Anmerkungen                                                                 |
| Jahr | Titel Album                  | UK | ES | Anmerkungen                                                                 |
| ---- | ---------------------------- | --- | --- | --------------------------------------------------------------------------- |
| 1998 | The Ultimate Disco Groove    | UK87 (1 Wo.)UK | — | Erstveröffentlichung: 1. Januar 1998                                        |
| 1999 | Relax                        | UK91 (1 Wo.)UK | — | Erstveröffentlichung: 29. September 1998 Robbie Rivera presents Invasion    |
| 1999 | First the Groove             | UK79 (1 Wo.)UK | — | Erstveröffentlichung: 16. März 1999                                         |
| 2000 | Bang                         | UK13 (8 Wo.)UK | — | Erstveröffentlichung: 2. Oktober 2000 Robbie Rivera presents Rhythm Bangers |
| 2002 | Super Drum                   | UK85 (1 Wo.)UK | — | Erstveröffentlichung: 1. April 2002 feat. DJ Disciple                       |
| 2002 | Sex                          | UK55 (2 Wo.)UK | — | Erstveröffentlichung: 30. September 2002 feat. Billy Paul W                 |
| 2003 | Funk-a-Tron (Drop That Funk) | UK97 (1 Wo.)UK | — | Erstveröffentlichung: 29. Oktober 2002 Robbie Rivera’s Grooves              |
| 2008 | I Want Candy                 | — | ES6 (5 Wo.)ES | Erstveröffentlichung: 26. Februar 2008 mit Olivier Schmitz                  |
| 2008 | Back to Zero                 | — | ES17 (1 Wo.)ES | Erstveröffentlichung: 21. März 2008 feat. Danise Rivera                     |

grau schraffiert: keine Chartdaten aus diesem Jahr verfügbar
Weitere Singles
| Jahr | Titel |
| ---- | --- |
| 1996 | - These Are the Sounds in the House! |
| 1997 | - These Are the Sounds in the House! - I Wanna Feel It Deeper |
| 1998 | - Getting Down with the Sax - I Wanna See You Groovin' - Funking & Grooving - Attention - Enough Is Enough - Intense / Feel This - The Kings of Tribal - Key of life - Not Just a Dub - Nothing to Offer - The Ultimate Disco Groove - There’s Some Disco Fans in Here Tonight                   |
| 1999 | - Bringing It Down - Clap Your Hands - Club Wash - D-Monsta - Listen Up - First the Groove - French Fries from Miami Beach - High Energy - It’s a Feeling Now - It’s Midnight - Relax - Saxmania - Sunny South - The Frenzy - The Music Makers - The Soul Bandit - The Real Sound - Tough Enough |
| 2000 | - Bang - Do You Believe / I’m the Music Tonite - Fallin’ - I Can’t Take It - I’m the Music Tonite - The One |
| 2001 | - Feel This - Funk-A-Tron - In the Distance |
| 2002 | - Burning - Hypnotize - Let’s Get Together - Sex - Sound Xpress / Congos - Super Drum - The Hum Melody - Trippin |
| 2003 | - All That I Like - Bringing It Down - Girlfriend - Afterhours (To The Underground) |

| Jahr | Titel |
| ---- | --- |
| 2003 | - Gonna Let the Music Move You Around - Got to Let You Know - I Want More - Insanity - The Bang - Vertigo - Sound the Horn                                                                                                  |
| 2004 | - Blah Blah Blah - Funk-a-Faction - Liar - Which Way You're Going - Uptown Girls / Do You Want More? |
| 2005 | - One Eye Shut - Right Here (mit Jesus Jones) |
| 2006 | - Bizarre Love Triangle - Escape - Float Away - Superstar - The Dubai Track - Replay The Night - Your Mistake |
| 2007 | - Aye Aye Aye - Bring Back the Underground - Float Away - Rock It - Move Move - No Nobody |
| 2008 | - Back to Zero - In Too Deep - Girlfriend 2008 - Batucada (feat. Dero) - Truktor (feat. Dero) |
| 2009 | - Closer To The Sun - Destination Eivissa (feat. 68 Beats) |
| 2010 | - 1980 (feat. Dero) - Are You Listening (feat. 68 Beats) - Let Me Sip My Drink (feat. Fast Eddie) - Rock The Disco - We Live For The Music - Oh Baby (feat. Dero & Juan Magán) - Departures - Keep On Going (feat. Ozmosis) |
| 2011 | - Dance (feat. Pink Fluid) - The Sound Of The Times (feat. Ana Criado) - We Are Monkeys (feat. Dero) - Noise (feat. 68 Beats) - Ding Dong (feat. Tommy Lee, DJ Aero & Sue Cho) - I Love Ibiza (feat. Manuel de la Mare)     |
| 2012 | - Roxy - Turn It Around (feat. JES) - Dance or Die - In the Morning (feat. Wynter Gordon) |